# Skälsgölen (Tveta socken, Småland)
Skälsgölen är en sjö i Hultsfreds kommun i Småland och ingår i Emåns huvudavrinningsområde.